# Camino Quiroga
Camino Quiroga (León, 1965) és una notària espanyola que des de 2015 exerceix a Barcelona. És llicenciada  en dret, en administració i direcció d'empreses i en piano clàssic. Està casada des de 2016 amb Tatxo Benet. El 2025 fou inclosa a la llista Forbes de les 100 dones més influents de Catalunya.